# Nikos Nikolaou
Nikos Nikolaou (Limassol, Chipre, 5 de agosto de 1973) es un futbolista internacional chipriota. Juega de centrocampista y su equipo actual es el Anorthosis Famagusta.

## Biografía
Nikos Nikolaou, que actúa de centrocampista realizando labores ofensivas, empezó su carrera profesional en el Nea Salamis. Debuta con este equipo en Primera división en la temporada 1992-93. LLega a la final de la Copa de Chipre en 2001, pero finalmente el título fue a parar al Apollon Limassol, que ganó aquel partido por un gol a cero.
Ese mismo verano ficha por su actual club, el Anorthosis Famagusta. Con este equipo conquista dos Ligas y tres Copas de Chipre. En verano de 2008 el equipo consiguió clasificarse para la fase final de la Liga de Campeones de la UEFA, siendo la primera vez que un equipo chipriota lo logra. Nikos Nikolaou debutó en esta competición el 16 de septiembre en un partido contra el Werder Bremen (0-0).

## Selección nacional
Ha sido internacional con la Selección de fútbol de Chipre en 29 ocasiones. Su debut con la camiseta nacional se produjo en 1999.

## Clubes
| Club                  | País   | Año       |
| --------------------- | ------ | --------- |
| Nea Salamis Famagusta | Chipre | 1992-2001 |
| Anorthosis Famagusta  | Chipre | 2001-2009 |

## Títulos
- 2 Ligas de Chipre (Anorthosis Famagusta, 2005 y 2008)
- 3 Copas de Chipre (Anorthosis Famagusta; 2002, 2003 y 2007)
- 1 Supercopa de Chipre (Anorthosis Famagusta, 2007)